# Саргсян, Рита Александровна
Ри́та Алекса́ндровна Саргся́н (арм. Ռիտա Ալեքսանդրի Սարգսյան, девичья фамилия — Дадая́н (арм. Դադայան); 6 марта 1962, Степанакерт — 20 ноября 2020, Германия) — армянский государственный и общественный деятель, педагог. Супруга президента Армении Сержа Саргсяна. Первая леди Армении (2008—2018).

## Биография
Рита Александровна Саргсян родилась 6 марта 1962 года в Степанакерте в семье военнослужащего.
Окончив Степанакертскую среднюю школу № 3, Рита Саргсян получила музыкальное образование и работала в детском саду учителем музыки. После переезда в Армению не работала.
В 1983 году вышла замуж за Сержа Саргсяна. Имела двух дочерей (Ануш и Сатеник) и пять внуков (Мариам, Ара, Серж, Рита и Тигран).

## Деятельность

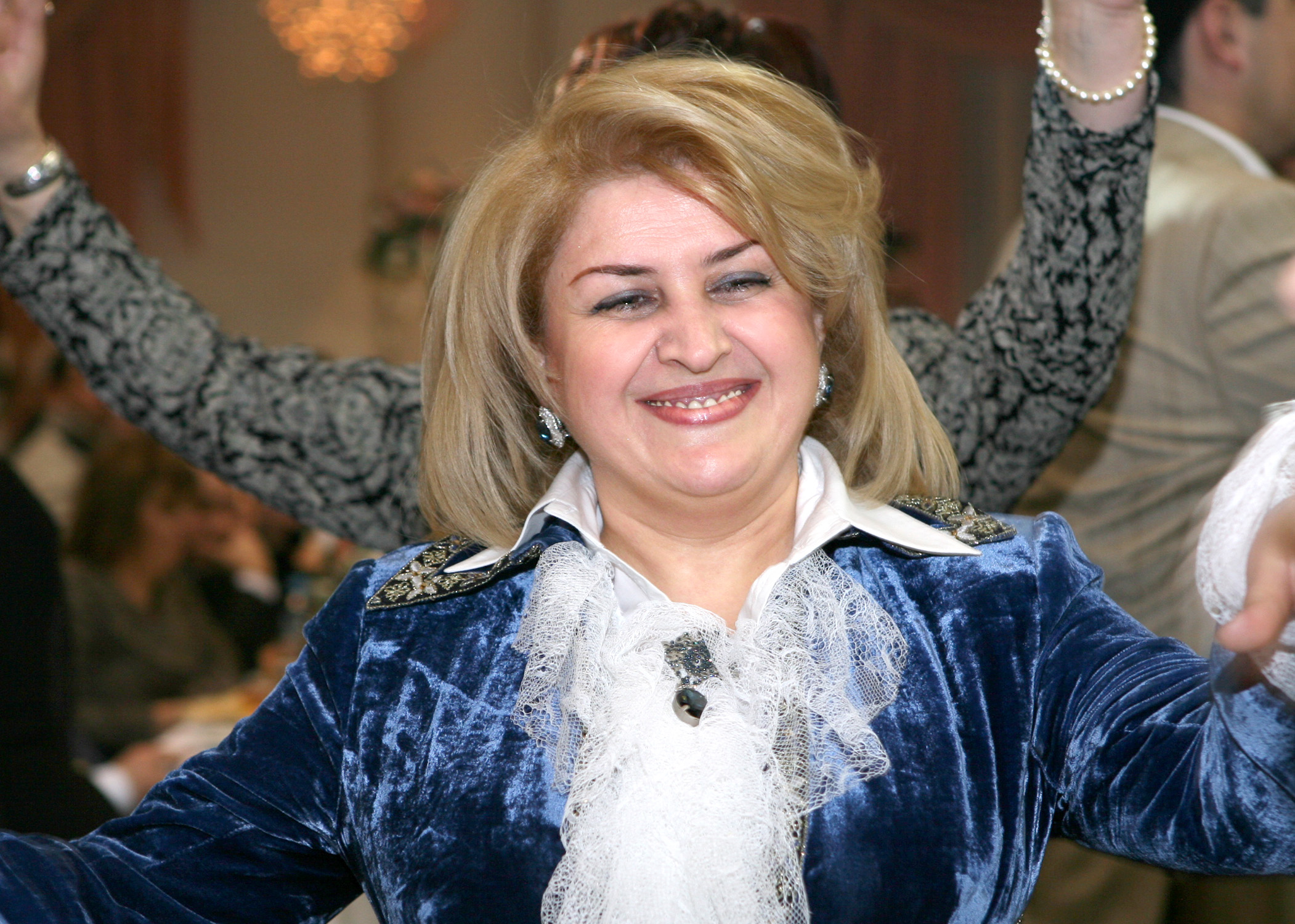
Рита Саргсян в 2007 году

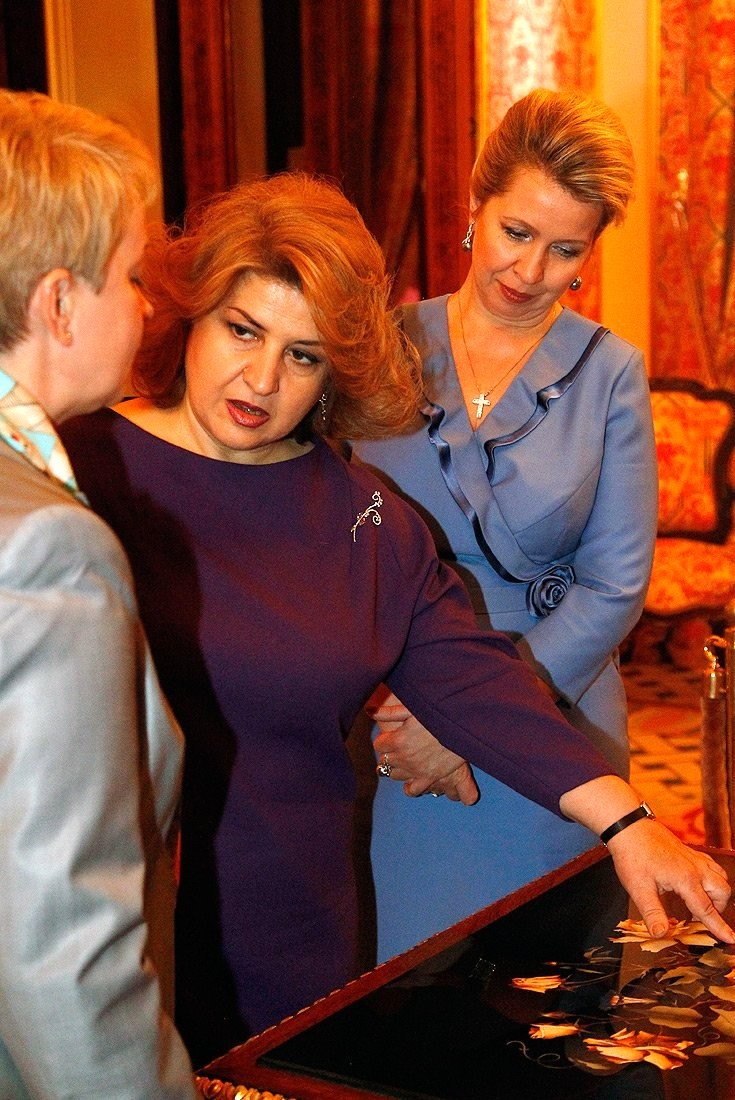
Рита Саргсян со Светланой Медведевой в Большом Кремлёвском дворце. 24 октября 2011 года

Рита Саргсян с 2010 года являлась почётным председателем Совета попечителей благотворительного фонда для больных раком крови и другими тяжёлыми заболеваниями детей «Подари жизнь». Фонд создан в 2009 году и по положению на 2017 год оказывал помощь 495 детям. Усилиями Фонда и Первой леди был полностью реконструирован и переоснащён Гематологический центр имени профессора Рубена Еоляна, в котором действует отделение пересадки костного мозга регионального значения и лаборатория стволовых клеток.

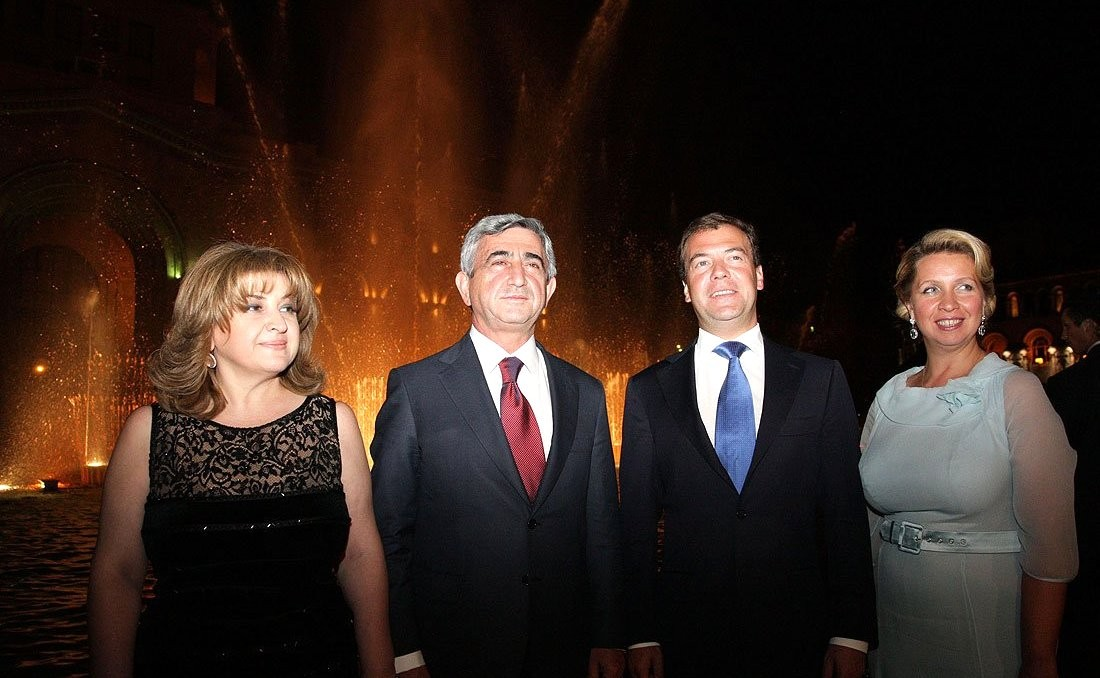
Рита Саргсян со своим супругом Сержом Саргсяном во время встречи с президентом России Дмитрием Медведым и его супругой Светланой Медведевой. 19 августа 2010 года

В 2011 году Рита Саргсян создала фонд «Арагил» (Аист), в котором она являлась почётным председателем Совета попечителей. Цель фонда — помочь социально необеспеченным парам посредством искусственного оплодотворения зачать ребёнка. При содействии фонда «Арагил» на свет появилось свыше 300 детей.
Усилиями Риты Саргсян 2 апреля 2012 года был создан Национальный фонд «Аутизм». Она являлась почётным председателем Совета попечителей фонда. На средства фонда «Аутизм» построена школа, которую посещают 200 детей с диагнозом аутизм.
Под попечительством Риты Саргсян проводились международные конкурсы имени Арама Хачатуряна, международный конкурс-фестиваль «Возвращение», фестиваль классической музыки «Возрождение», Ереванский международный фестиваль Государственного филармонического оркестра Армении, детский международный конкурс-фестиваль «Новые имена», международный театральный фестиваль «Арммоно», международный фестиваль кукольных театров «День туманяновской сказки» и многие другие мероприятия.

## Смерть
16 ноября 2020 года стало известно, что Риту Саркисян перевели в реанимационное отделение ереванского медцентра «Наири» с коронавирусной инфекцией. Затем жену бывшего президента в крайне тяжелом состоянии перевезли в клинику в Германии, но врачам не удалось её спасти.
20 ноября Рита Саргсян скончалась от COVID-19 в возрасте 58 лет. Премьер-министр Армении Никол Пашинян выразил соболезнования, отметив, что она «вела ценную социальную и общественную деятельность, направленную на развитие культурной жизни в стране». Президент Армении Армен Саркисян лично посетил её мужа Сержа Саргсяна, чтобы выразить соболезнования.